# Campylopus pyriformis
Campylopus pyriformis là một loài Rêu trong họ Dicranaceae. Loài này được (Schultz) Brid. mô tả khoa học đầu tiên năm 1826.

## Hình ảnh

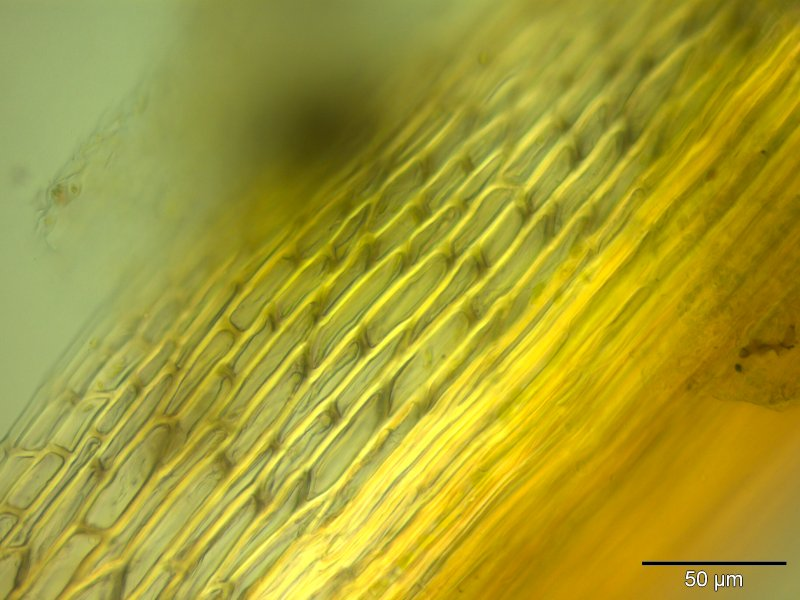